# 스타: 빛나는 사랑
"스타: 빛나는 사랑"은 2012년에 개봉한 대한민국의 영화이다.

## 캐스팅
- 환희 : 로미 역
- 김수연 : 아라 역
- 강요환 : 뮤즈 역
- 송재희 : 재현 역
- 추소영 : 수지 역
- 강해인 : 민정 역
- 금성 : 제이디 역
- 강은우 : 래경 역
- 성소원 : 미키 역
- 정연주 : 리포터 역
- 정승현 : 파파라치 기자 역
- 김희라 : 회장 역 (특별출연)